# Чаптыков, Владимир Герасимович
Владимир Герасимович Чаптыков (16 мая 1940, Абакан, Красноярский край — 2 апреля 2011, Абакан) — советский, российский, хакасский певец, педагог, государственный деятель. Заслуженный работник культуры Тувинской АССР (1971). Заслуженный работник культуры РСФСР (1984). Народный артист Хакасии (1994).

## Биография
Родился в Абакане в семье служащих. В школьные годы принимал участие в художественной самодеятельности. В 1958 году представлял Хакасию в крупном концертном мероприятии в Красноярске, что определило выбор пути. В 1961 году окончил Красноярское музыкальное училище. Затем учился в Новосибирской государственной консерватории им. М. И. Глинки по классу вокала (1961—1965). С 1965 по 1992 работал преподавателем Абаканского музыкального училища, с 1996 по 2000 — профессор кафедры «Музыка и музыкальное образование» Института искусств Хакасского государственного университета им. Н. Ф. Катанова. Принял активное участие и исполнил главную партию в постановке первой хакасской оперы А. А. Кенеля «Чанар Хус и Ах Чибек» (первые два акта поставлены в 1966, полностью в 1980 году).
С 1992 года — первый министр культуры Республики Хакасия. Под его руководством в 1990-е годы разработаны законы о развитии культуры республики, программа развития культуры народов Республики Хакасия на 1996—2000 годы, Хакасия вошла в Международную организацию тюркоязычных народов ТЮРКСОЙ.
С момента образования и до конца своих дней являлся солистом Хакасской республиканской филармонии. Стоял у истоков развития классического вокального искусства в Хакасии, воспитал большую плеяду талантливых певцов, которые ныне составляют костяк Хакасской республиканской филармонии имени В. Г. Чаптыкова. Представлял Хакасию (часто вместе с певицей К. Е. Сунчугашевой) на многих всесоюзных и международных музыкальных представлениях.

## Награды
- Орден Дружбы (2000) — за заслуги перед государством, многолетнюю плодотворную деятельность в области культуры и искусства, большой вклад в укрепление дружбы и сотрудничества между народами[3]
- Медаль ордена «За заслуги перед Отечеством» II степени